# Plemyria guttata
Plemyria guttata là một loài bướm đêm trong họ Geometridae.